# اندیس آنومالی تودان
آنومالی تودان یک اندیس فلزی است که در حوالی شهر دیزج استان آذربایجان غربی قرار دارد و مادهٔ معدنی موجود در آن، طلا است. سنگ میزبان این اندیس سنگ‌های اولترامافیک سرپانتینیتی شده، گابرو، کنگلومرا، شیل، ماسه سنگ و آهک است  در این اندیس، پاراژنز‌های شئلیت، سینابر، کرومیت، هماتیت، باریت، کلریت و فلوگوپیت یافت می‌شوند.